# Rio Groapa Secuilor
O Rio Groapa Secuilor é um rio da Romênia, afluente do Araci, localizado no distrito de Covasna.